# Alex Ranghieri
Alex Ranghieri (Pordenone, 18 giugno 1987) è un pallavolista e giocatore di beach volley italiano.
Per il beach volley ha partecipato ai Giochi della XXXI Olimpiade del 2016, a Rio de Janeiro, in coppia con Adrian Carambula. Prima di entrare a far parte della nazionale italiana di beach volley, ha militato dalla stagione 2004-2005 alla stagione 2012-2013 nei campi di indoor.
Muove  i primi passi con il Cordenons, la squadra del suo paese, l'anno successivo approderà alle giovanili della Sisley Treviso.
Dal 2006 al 2009 gioca tra le file del Robur Ravenna in serie B1. La stagione successiva approderà in serie A2 con la Marcegaglia Ravenna. Nel 2010 intraprende la carriera del beach volley. Non lascerà la pallavolo, infatti nel 2010 si trasferirà nella Sir Safety Perugia. Giocata la sua ultima stagione da professionista, continuerà a praticare solo beach volley d'ora in avanti, con la Pallavolo Loreto. Nel 2019 disputa i mondiali ad Amburgo con Marco Caminati. Nel 2021 gioca inizialmente col giovanissimo Marco Viscovich, poi partecipa al World Tour in coppia con Daniele Lupo.
Dalla stagione 2022-2023 si riunisce all'ex compagno Adrian Carambula, ottenendo 3 podi al Beach Pro Tour in ottica qualificazione alle Olimpiadi di Parigi del 2024.